# Tropidotilla vulnericeps
Tropidotilla vulnericeps is een vliesvleugelig insect uit de familie van de mierwespen (Mutillidae). De wetenschappelijke naam van de soort is voor het eerst geldig gepubliceerd in 1860 door Costa.